# 호저
호저(豪猪)는 호저과에 속하며 학명은 Hystrix cristata이다. 산미치광이 또는 아프리카포큐파인(Africa Porcupine)이라고 표현한다. 몸과 꼬리의 윗면은 가시처럼 변화된 가시털로 덮여 있으며 야행성이다. 주로 열대 지방에 분포하고 크기가 최대인 것은 몸길이 70-90cm, 꼬리길이 7.5-10cm이고, 가장 작은 것은 몸길이 38-46cm이다. 몸빛깔은 흑갈색으로 목둘레에 흰 띠가 있다. 길고 부드러운 털이 있으며, 등·옆구리·꼬리에 강하고 뻣뻣한 가시가 있는데 이 가시는 길고 날카로운 강모가 합쳐진 것이다. 가시가 있는 꼬리로 공격자를 쳐서 자신을 방어한다. 가시는 쉽게 뽑혀 공격자의 살에 박힌다. 빠지고 나면 다시 새 가시가 난다. 호저 중에는 가시 끝에 갈고리처럼 생긴 작은 돌기가 있는 종류도 있다. 이 돌기가 근육에 박힌 가시를 뽑아내기 어렵게 한다. 가시가 박힌 동물은 가시에 있는 균에 감염되거나 중요한 기관이 손상되어 죽을 수도 있다. 가시가 공격자의 턱에 박히면 입을 열 수가 없어서 굶주리게 된다. 호저의 대부분은 꼬리가 짧고 나무에 오르지 않으며 땅에서 생활한다. 그러나 어떤 종은 꼬리가 길고 꼬리의 중앙부가 드러나 있으며 끝에만 털가시가 술모양으로 있어 나무에 오르기도 한다. 발바닥은 드러나 있고 꼬리로 물건을 감아 잡지 못한다. 관목림이나 숲에 살며, 야행성이어서 낮에는 구멍 속에 숨는다. 먹이는 나무열매·나무껍질·풀뿌리 등이다. 임신기간은 약 112일이고, 연 2회 한배에 1-4마리의 새끼를 낳는다. 한방에서는 호저의 살코기를 호저육(豪猪肉), 위(胃)를 호저두라 하며, 호저육은 대장병(大腸病)의 치료약으로, 호저두는 황달·수종 및 하복부의 심한 통증 등에 대하여 치료 약으로 사용한다.